# Митний брокер (журнал)
«Митний брокер» — український щомісячний часопис. Огляд митного законодавства.
Заснований в 1997.
Видається в Києві за інформаційного сприяння Міндоходів України, Громадської колегії при комітеті ВРУ з питань податкової та митної політики, Ради підприємців при КМУ, Громадської ради при Міндоходів України та Асоціації «УКРЗОВНІШТРАНС».
Засновник: видавництво «Панорама».
Редактор — Трусов Сергій Іванович.
Тираж № 06 (240) 2017 становив 200 примірників. 
Журнал висвітлює проблеми учасників зовнішньоекономічної діяльності, розміщує нормативні документи, коментарі фахівців, новини, гумор на митну тематику.